# اسچونچن (کانزاس)
اسچونچن (به انگلیسی: Schoenchen) شهری در ایالت کانزاس کشور ایالات متحده آمریکا است که جمعیت آن در سرشماری سال ۲۰۱۰ میلادی، ۲۰۷ نفر بوده‌است.